# Чикадзе, Гига
Гига Чикадзе (род. 25 августа 1988, Тбилиси) — грузинский кикбоксер и боец смешанного стиля, представитель полулёгкой весовой категории. Выступает на профессиональном уровне начиная с 2015 года, известен по участию в турнирах бойцовских организаций UFC, Glory, WSOF и др.
Занимает 15 строчку официального рейтинга  UFC в полулёгком весе.

## Биография
Гига Чикадзе родился 25 августа 1988 года в Тбилиси, Грузинская ССР. Начал заниматься единоборствами в возрасте четырёх или пяти лет. Практиковал годзю-рю карате, в котором получил чёрный пояс и третий дан, освоил тайский бокс.

### Начало профессиональной карьеры
Дебютировал как профессиональный боец в 2015 году в США, выступал одновременно в кикбоксинге и в смешанных единоборствах — дрался в таких организациях как Glory, World Series of Fighting, Gladiator Challenge. Отметился победами над такими известными кикбоксерами как Кевин Ванностранд, Сергей Адамчук, Алексей Ульянов. Из большинства поединков выходил победителем, но случались и поражения.
Находясь на серии из пяти побед в ММА, в июне 2018 года принял участие в Претендентской серии Дэйны Уайта — встретился с бывшим участником реалити-шоу The Ultimate Fighter Остином Спрингером и проиграл ему сдачей в третьем раунде, попавшись на удушение сзади.

### Ultimate Fighting Championship
Имея в послужном списке семь побед и два поражения, в 2019 году Чикадзе подписал долгосрочный контракт с крупнейшей бойцовской организацией мира Ultimate Fighting Championship. Его дебют состоялся в сентябре на турнире в Дании, изначального соперника Майка Дэвиса, выбывшего из-за неудовлетворительного состояния здоровья, на коротком уведомлении заменил Брэндон Дэвис — противостояние между ними продлилось все три раунда. Сначала судьи объявили ничью раздельным решением, но позже оказалось, что один из судей допустил ошибку при подсчёте очков, и результат изменили на раздельное решение в пользу Чикадзе.
В марте 2020 года в андеркарте номерного турнира UFC 248 в Лас-Вегасе раздельным судейским решением выиграл у Джамалла Эммерса.
Поединок с Майком Дэвисом планировался повторно на турнире UFC on ESPN 8, но у Дэвиса возникли проблемы со здоровьем, связанные со сгонкой веса, и его в конечном счёте заменили новичком организации Ирвином Риверой. Чикадзе выиграл этот бой единогласным решением.
В мае должен был подраться с Алексом Касересом, но сдал положительный тест на COVID-19 и был заменён другим бойцом.
11 октября 2020 встретился с непобеждённым бойцом Омаром Моралесом на UFC Fight Night 179. Чикадзе одержал победу единогласным решением судей.

## Статистика в профессиональном ММА
| Боёв 20  | Побед 15 | Поражений 5 |
| -------- | -------- | ----------- |
| Нокаутом | 9        | 0           |
| Сдачей   | 1        | 1           |
| Решением | 5        | 4           |

| Результат  | Рекорд | Соперник          | Способ                                | Турнир                                         | Дата             | Раунд | Время | Место                     | Примечание               |
| ---------- | ------ | ----------------- | ------------------------------------- | ---------------------------------------------- | ---------------- | ----- | ----- | ------------------------- | ------------------------ |
| Поражение  | 15-5   | Дэвид Онама       | Единогласное решение                  | UFC on ESPN: Мачадо Гэрри vs. Пратес           | 26 апреля 2025   | 3     | 5:00  | Канзас-Сити, Миссури, США |                          |
| Поражение  | 15-4   | Арнольд Аллен     | Единогласное решение                  | UFC 304                                        | 27 июля 2024     | 3     | 5:00  | Англия, Манчестер         |                          |
| Победа     | 15-3   | Алекс Касерес     | Единогласное решение                  | UFC Fight Night: Холлоуэй vs. Корейский зомби  | 26 августа 2023  | 3     | 5:00  | Каланг, Сингапур          |                          |
| Поражение  | 14-3   | Кэлвин Каттар     | Единогласное решение                  | UFC Fight Night: Каттар vs. Чикадзе            | 15 января 2022   | 5     | 5:00  | Лас-Вегас, США            | Лучший бой вечера (1)    |
| Победа     | 14-2   | Эдсон Барбоза     | TKO (удар)                            | UFC on ESPN: Барбоза vs. Чикадзе               | 29 августа 2021  | 3     | 1:44  | Лас-Вегас, США            | Выступление вечера (3)   |
| Победа     | 13-2   | Каб Свонсон       | TKO (удар ногой в корпус и добивание) | UFC on ESPN: Рейес vs. Прохазка                | 1 мая 2021       | 1     | 1:03  | Лас-Вегас, США            | Выступление вечера (2)   |
| Победа     | 12-2   | Джеймс Симмонс    | TKO (удары)                           | UFC Fight Night: Santos vs. Teixeira           | 7 ноября 2020    | 1     | 3:51  | Лас-Вегас, США            | Выступление вечера (1)   |
| Победа     | 11-2   | Омар Моралес      | Единогласное решение                  | UFC Fight Night: Moraes vs. Sandhagen          | 11 октября 2020  | 3     | 5:00  | Абу-Даби, ОАЭ             |                          |
| Победа     | 10-2   | Ирвин Ривера      | Единогласное решение                  | UFC on ESPN: Overeem vs. Harris                | 16 мая 2020      | 3     | 5:00  | Джэксонвилл, США          |                          |
| Победа     | 9-2    | Джамалл Эммерс    | Раздельное решение                    | UFC 248                                        | 7 марта 2020     | 3     | 5:00  | Лас-Вегас, США            |                          |
| Победа     | 8-2    | Брэндон Дэвис     | Раздельное решение                    | UFC Fight Night: Hermansson vs. Cannonier      | 28 сентября 2019 | 3     | 5:00  | Копенгаген, Дания         |                          |
| Победа     | 7-2    | Дамиен Мансанарес | TKO (сдача от ударов)                 | Gladiator Challenge: MMA World Championships   | 23 марта 2019    | 1     | 0:45  | Уитни, США                |                          |
| Победа     | 6-2    | Си Джей Бейнс     | Сдача (рычаг локтя)                   | Gladiator Challenge: Summer Showdown           | 11 августа 2018  | 1     | 0:12  | Ранчо-Мираж, США          | Бой в лёгком весе.       |
| Поражение  | 5-2    | Остин Спрингер    | Сдача (удушение сзади)                | Dana White’s Contender Series 10               | 19 июня 2018     | 3     | 4:10  | Лас-Вегас, США            | Дебют в полулёгком весе. |
| Победа     | 5-1    | Кевин Церон       | TKO (удар рукой)                      | Gladiator Challenge: MMA Fighting Championship | 21 апреля 2018   | 1     | 2:37  | Ранчо-Мираж, США          |                          |
| Победа     | 4-1    | Кевин Граттс      | KO (удар рукой)                       | Gladiator Challenge: Season’s Beatings         | 16 декабря 2017  | 1     | 1:17  | Ранчо-Мираж, США          |                          |
| Победа     | 3-1    | Хулиан Эрнандес   | TKO (удар рукой)                      | Gladiator Challenge: Summer Feud               | 10 июня 2017     | 1     | 0:49  | Ранчо-Мираж, США          |                          |
| Победа     | 2-1    | Энтони Росс       | TKO (удар рукой)                      | Gladiator Challenge: Absolute Beat Down        | 25 марта 2017    | 1     | 0:10  | Сан-Джасинто, США         |                          |
| Победа     | 1-1    | Джо Беар          | TKO (отказ)                           | Gladiator Challenge: Season’s Beatings         | 17 декабря 2016  | 1     | 1:50  | Сан-Джасинто, США         |                          |
| Поражение  | 0-1    | Гил Гуардадо      | Единогласное решение                  | WSOF 26                                        | 18 декабря 2015  | 3     | 5:00  | Лас-Вегас, США            | Дебют в лёгком весе.     |
| Источники: |        |                   |                                       |                                                |                  |       |       |                           |                          |